# La Rochette (Ardèche)
Pour les articles homonymes, voir La Rochette.
La Rochette est une commune française, située dans le département de l'Ardèche en région Auvergne-Rhône-Alpes.

## Géographie

### Situation et description
Le petit village de la Rochette, qui présente un aspect essentiellement rural, est situé dans le département de l'Ardèche, sur les contreforts du massif du Mézenc qui domine le plateau ardéchois et les monts du Vivarais. L'ensemble du territoire est localisé en zone de moyenne montagne, dans la partie du Massif central formée par le massif des Boutières et correspondant au Haut-Vivarais.
Ce territoire fait intégralement partie de l'Ardèche, sur la bordure occidentale de ce département, en limite avec le département voisin de la Haute-Loire.

### Communes limitrophes
La Rochette est limitrophe de cinq communes, dont trois sont situées dans le département de l'Ardèche et deux sont dans le département de la Haute-Loire ; ces localités sont réparties géographiquement de la manière suivante :

### Géologie et relief

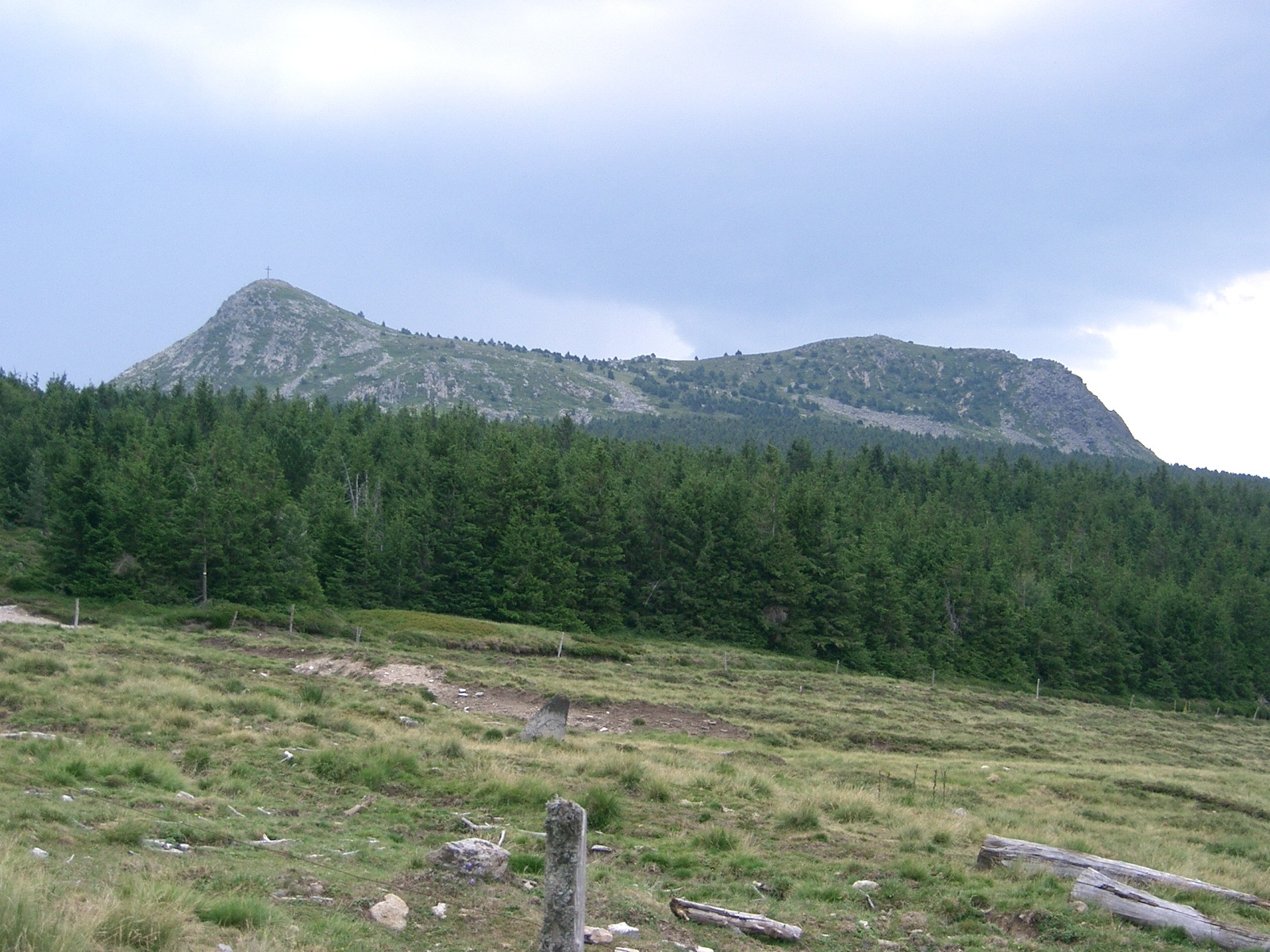
La face est du mont Mézenc, vue de la Rochette
(sommet sud à droite : 1753 m ; sommet nord à gauche, surmonté d'une croix : 1749 m)

### Climat
Pour des articles plus généraux, voir Climat d'Auvergne-Rhône-Alpes et Climat de l'Ardèche.
En 2010, le climat de la commune est de type climat de montagne, selon une étude du CNRS s'appuyant sur une série de données couvrant la période 1971-2000. En 2020, Météo-France publie une typologie des climats de la France métropolitaine dans laquelle la commune est exposée à un climat de montagne ou de marges de montagne et est dans la région climatique Sud-est du Massif Central, caractérisée par une pluviométrie annuelle de 1 000 à 1 500 mm, minimale en été, maximale en automne.
Pour la période 1971-2000, la température annuelle moyenne est de 8,4 °C, avec une amplitude thermique annuelle de 15,9 °C. Le cumul annuel moyen de précipitations est de 1 412 mm, avec 10,6 jours de précipitations en janvier et 6,5 jours en juillet. Pour la période 1991-2020, la température moyenne annuelle observée sur la station météorologique de Météo-France la plus proche, « Les Estables_sapc », sur la commune des Estables à 7 km à vol d'oiseau, est de 6,9 °C et le cumul annuel moyen de précipitations est de 1 226,7 mm,. Pour l'avenir, les paramètres climatiques de la commune estimés pour 2050 selon différents scénarios d'émission de gaz à effet de serre sont consultables sur un site dédié publié par Météo-France en novembre 2022.

### Hydrographie
Le territoire communal est traversé par la Saliouse, un affluent de l'Eyrieux.

### Voies de communication
Le territoire communale est traversé par les routes départementales 278 (RD278) et 410 (RD410).

## Urbanisme

### Typologie
Au 1er janvier 2024, La Rochette est catégorisée commune rurale à habitat très dispersé, selon la nouvelle grille communale de densité à 7 niveaux définie par l'Insee en 2022.
Elle est située hors unité urbaine et hors attraction des villes,.

### Occupation des sols
L'occupation des sols de la commune, telle qu'elle ressort de la base de données européenne d’occupation biophysique des sols Corine Land Cover (CLC), est marquée par l'importance des forêts et milieux semi-naturels (92,7 % en 2018), en augmentation par rapport à 1990 (77,4 %). La répartition détaillée en 2018 est la suivante : 
forêts (47,6 %), milieux à végétation arbustive et/ou herbacée (43,2 %), prairies (7,3 %), espaces ouverts, sans ou avec peu de végétation (1,9 %).
L'évolution de l’occupation des sols de la commune et de ses infrastructures peut être observée sur les différentes représentations cartographiques du territoire : la carte de Cassini (XVIIIe siècle), la carte d'état-major (1820-1866) et les cartes ou photos aériennes de l'IGN pour la période actuelle (1950 à aujourd'hui).

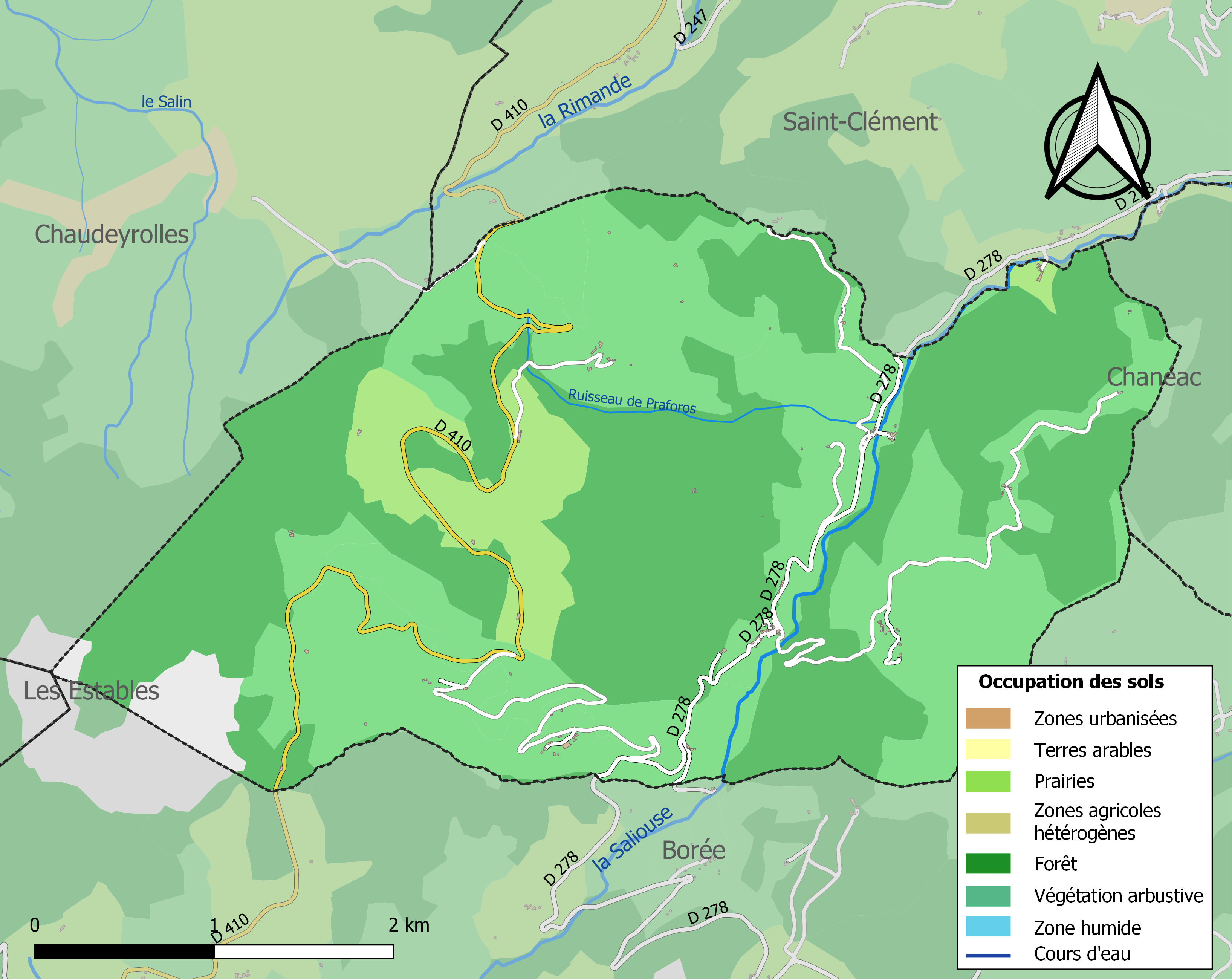
Carte des infrastructures et de l'occupation des sols de la commune en 2018 (CLC).

### Risques naturels

#### Risques sismiques
L'ensemble du territoire de la commune de La Rochette est situé en zone de sismicité no 2 (sur une échelle de 5), comme la plupart des communes situées sur le plateau et la montagne ardéchoise.
| Type de zone | Niveau           | Définitions (bâtiment à risque normal) |
| ------------ | ---------------- | -------------------------------------- |
| Zone 2       | Sismicité faible | accélération = 1,1 m/s2                |

## Histoire
- La Rocheta, Estimes du Languedoc (1464)[15], paroisse de Borée
- La paroisse de La Rochette fut fondée en 1848 par Jean-Antoine Rochette. Il fit construire l'église.

La commune a été détachée de Borée et érigée en commune indépendante en 1856. Théodore Rochette devint le premier maire.

## Politique et administration

### Liste des maires
| Période                                  | Période                   | Identité                   | Étiquette | Qualité |
| ---------------------------------------- | ------------------------- | -------------------------- | --------- | --- |
| Les données manquantes sont à compléter. |                           |                            |           | |
| 1856                                     | 1860                      | Théodore Rochette          |           | (1807-1888) Propriétaire. 1er mandat, ancien maire de Borée (1840-1846)                                        |
| 1860                                     | 1861                      | Jean Pierre Bouschet       |           | Propriétaire. Du lieu de Berg                                                                                  |
| 1861                                     | 1865                      | Jean François Régis Vialle |           | Propriétaire Du lieu de Reynaud                                                                                |
| 1865                                     | 1877                      | Théodore Rochette          |           | Propriétaire, rentier. 2nd mandat, démissionnaire Avril 1877                                                   |
| Avril 1877                               | Novembre 1894             | Elie Rochette              |           | (1839-1894), Propriétaire, fabricant de laine, débiteur de tabac, aubergiste                                   |
| 1895                                     | 1908                      | Cyprien Rochette           |           | (1849-1908), Propriétaire                                                                                      |
|                                          | 1959                      | Pierre Tallaron            |           | Agriculteur. Du lieu de Tempoyrac                                                                              |
| mars 1959                                | mars 1977                 | Régis Fayard               | RI        | Négociant Suppléant du député Pierre Cornet de 1968 à 1978. Futur maire de Saint-Martin-de-Valamas (1977-1995) |
| mars 1977                                | juin 1995                 | Aimé Laffont               |           | Agriculteur. Du lieu d'Antraygues                                                                              |
| juin 1995                                | mars 2001                 | Marie Claire Montabonnel   |           | Infirmière. Du lieu de Reynaud                                                                                 |
| mars 2001                                | En cours (au 6 août 2020) | Serge Charpenay,           | DVG       | Retraité |

## Population et société

### Démographie
L'évolution du nombre d'habitants est connue à travers les recensements de la population effectués dans la commune depuis 1856. Pour les communes de moins de 10 000 habitants, une enquête de recensement portant sur toute la population est réalisée tous les cinq ans, les populations de référence des années intermédiaires étant quant à elles estimées par interpolation ou extrapolation. Pour la commune, le premier recensement exhaustif entrant dans le cadre du nouveau dispositif a été réalisé en 2004.

En 2022, la commune comptait 63 habitants, en évolution de +12,5 % par rapport à 2016 (Ardèche : +2,48 %, France hors Mayotte : +2,11 %).
| 1856 | 1861 | 1866 | 1872 | 1876 | 1881 | 1886 | 1891 | 1896 |
| ---- | ---- | ---- | ---- | ---- | ---- | ---- | ---- | ---- |
| 593  | 554  | 552  | 570  | 560  | 550  | 600  | 600  | 555  |

| 1901 | 1906 | 1911 | 1921 | 1926 | 1931 | 1936 | 1946 | 1954 |
| ---- | ---- | ---- | ---- | ---- | ---- | ---- | ---- | ---- |
| 550  | 597  | 525  | 440  | 419  | 404  | 439  | 392  | 305  |

| 1962 | 1968 | 1975 | 1982 | 1990 | 1999 | 2004 | 2006 | 2009 |
| ---- | ---- | ---- | ---- | ---- | ---- | ---- | ---- | ---- |
| 238  | 169  | 124  | 110  | 64   | 57   | 64   | 63   | 59   |

| 2014 | 2019 | 2022 | - | - | - | - | - | - |
| ---- | ---- | ---- | - | - | - | - | - | - |
| 58   | 62   | 63   | - | - | - | - | - | - |

### Enseignement
La commune est rattachée à l'académie de Grenoble.

### Médias
Deux organes de presse écrite sont distribués dans la commune :
- L'Hebdo de l'Ardèche

Il s'agit d'un journal hebdomadaire français basé à Valence et diffusé à Privas depuis 1999. Il couvre l'actualité pour tout le département de l'Ardèche.
- Le Dauphiné libéré

Il s'agit d'un journal quotidien de la presse écrite française régionale distribué dans la plupart des départements de l'ancienne région Rhône-Alpes, notamment l'Ardèche. La commune est située dans la zone d'édition du Nord-Ardèche (Annonay - Le Cheylard).

### Cultes
La communauté catholique et l'église paroissiale (propriété de la commune) dépendent de la paroisse Notre-Dame des Boutières, elle-même rattachée au diocèse de Viviers.

## Culture et patrimoine

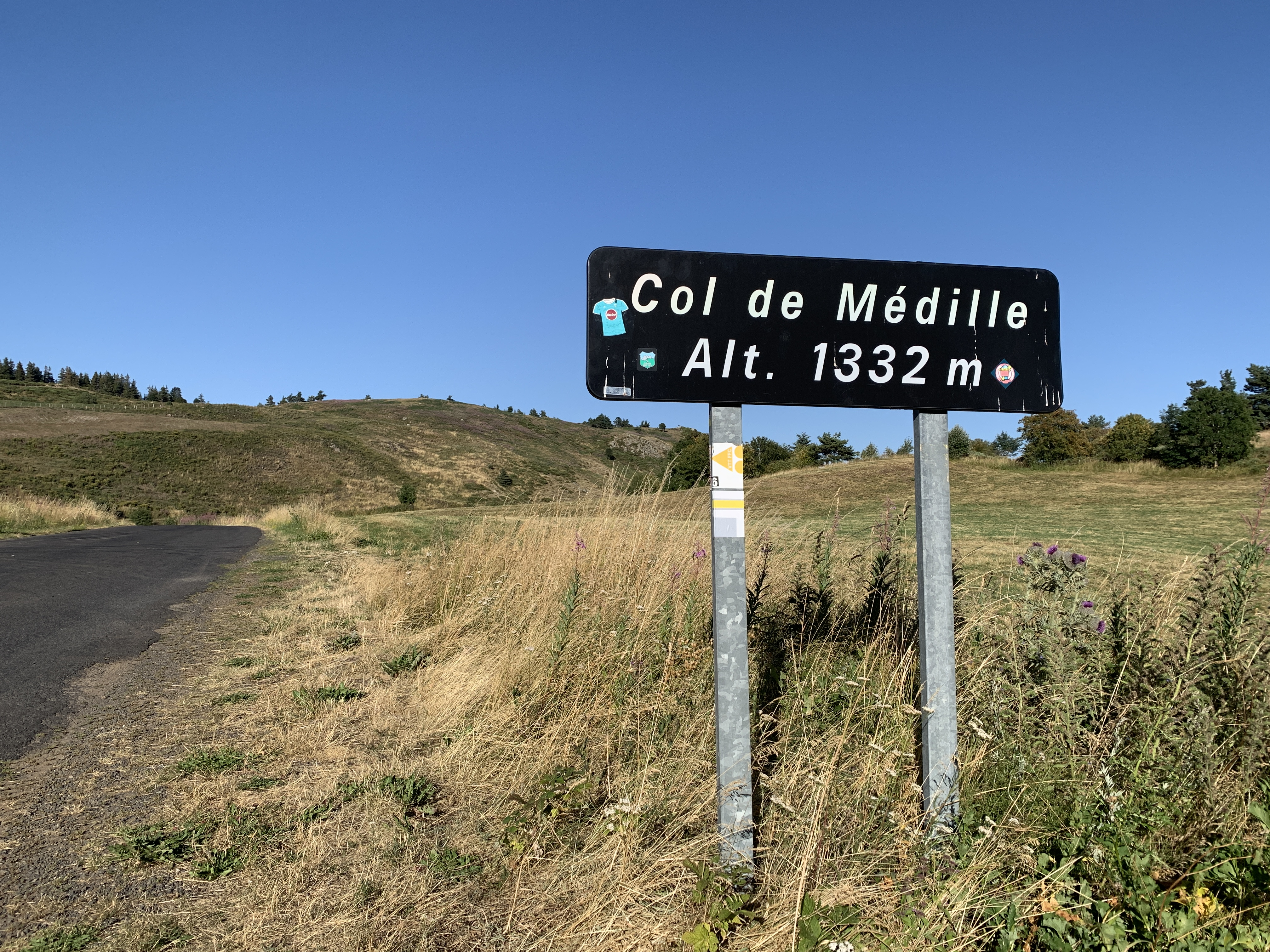
Panneau du col de la Médille

### Lieux et monuments
- Église Saint-Joseph de La Rochette

### Patrimoine naturel
- Montagne ardéchoise et col de Médille (1332 m).

### Héraldique
|  | La Rochette (Ardèche) possède des armoiries dont l'origine et le blasonnement exact ne sont pas disponibles. |